# Гаргано
41°43′59″ пн. ш. 15°45′00″ сх. д. / 41.733° пн. ш. 15.75° сх. д.
Гаргано (італ. Gargano, /ɡarˈɡaːno/) — назва півострова, гірського хребта та історико-географічного субрегіону у провінції Фоджа, Апулія, на південному сході Італії. Складається з ізольованого широкого нагір'я з кількома вершинами, яке утворює основу мису Гаргано, що виступає в Адріатичне море і візуально на карті формує так звану «шпору» на італійському «черевику».

## Географія

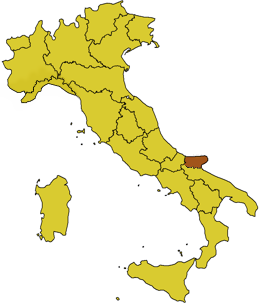
Позиція субрегіону Гаргано (виділений коричневим) в Італії: «шпора на черевику Італії»

Півострів із трьох сторін оточений Адріатичним морем. Береги слабо розчленовані. На південному сході схили круто обриваються у затоку Манфредонія. Біля південного підніжжя розташоване місто Манфредонія. Північні та східні схили більш пологи, між підніжжям масиву та морем знаходяться великі солоні лагуни Лезіна та Варано. На південному заході масив відокремлений від Апеннінських гір родючою рівниною Таволієре, якою протікає річка Канделаро.

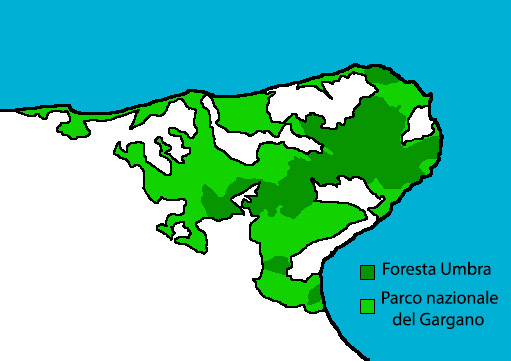
Національний парк Гаргано, де показано стародавні ліси Foresta Umbra

Гірський масив Монте-Гаргано складається з мезозойських доломітів та вапняків. Найвищою точкою масиву є гора Монте-Кальво заввишки 1065 м над рівнем моря. Розвинений карст, внаслідок чого великі простори позбавлені рослинності. До висоти 500—700 м — вічнозелені дубові та соснові ліси, маквіс, виноградники, сади. Вище — соснові та листопадні дубові ліси.
Більшість гірського масиву півострова (близько 1 200 км2) з 1991 року охороняється державою у складі Національного парку Гаргано (крім територій на півострові, до нього також входять острови Треміті). Півострів Гаргано частково покритий залишками стародавнього лісу (Foresta Umbra), частини стародавніх дубових і букових лісів, які колись вкривали більшу частину Центральної Європи, такі, як Апеннінські листяні гірські ліси. Латинський поет Горацій згадує про дуби Garganus в Оді II, IX.

## Історія
В період приблизно 12-4 мільйони років тому, у період пізнього Міоцену — раннього Пліоцену, рівень моря був вищим і сучасний півострів Гаргано був відокремленим від Апенінського півлстрова островом Гаргано, на якому виникла ендемічна фауна хребетних тварин. Деякі з цих тварин були схильні до острівного гігантизму (див. нижче: Скам'янілості півострова Гаргано). Пізніше, коли почався цикл льодовикових періодів, рівень моря знизився, і колишній острів з'єднався з континентом.

### Античність
В античні часи півострів вже був відомий як Гарган (др.-грец. Γάργανον, лат. Garganus). Лісові масиви Гаргано згадуются Горацієм (Ода II, ix).
У 72 році до н. е. на цьому гірському масиві відбулася одна з важливих битв повстання Спартака — битва біля гори Гарган. У ході битви загін Крікса був розбитий, а сам Крікс загинув.
Згідно переказам близько 490 року архангел Святий Михаїл з'явився на Монте-Гаргано єпископу Сіпонта Лаврентію. На згадку про цю подію під час папства Геласія I (492—496 роки), на місці явлення було засновано Санктуарій Святого Михаїла. В подальшому серед його паломників було багато пап (Геласій I, Лев IX, Урбан II, Олександр III, Григорій X, Целестин V, Іван XXIII ще як кардинал, Іван Павло II), святі (Бригіта Шведська, Бернард Клервоський, Тома Аквінський), імператори, королі та князі (Людовик II, Оттон III, Генріх II, Матильда Тосканська, Карл I Анжуйський, Фернандо II Арагонський) тощо.

### Середньовіччя
У 870 році мусульмани з Барійського емірату активізували свої набіги і спустошили півострів Гаргано, включаючи Санктуарій Монте-Сант-Анджело.

### Нормандський період

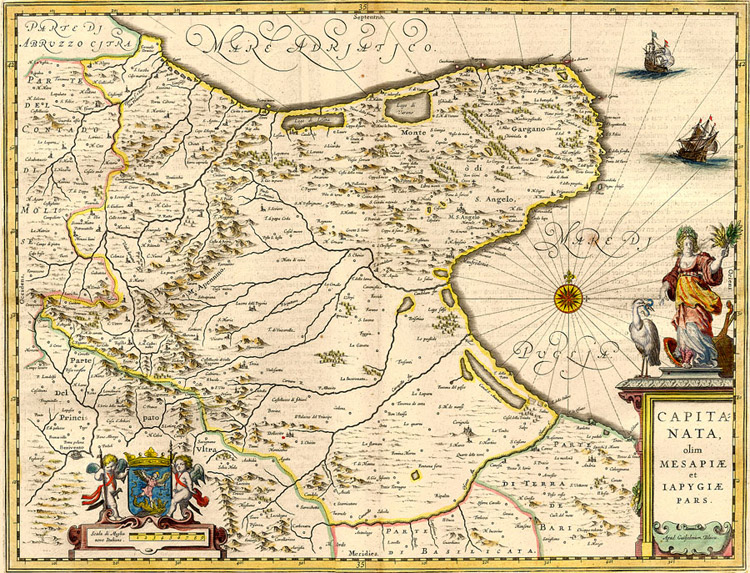
Карта Капітанати, акварельна гравюра В. і Ж. Блау. 1645 р

Перша зустріч Мелуса Барійського, очільника лангобардського антивізантійського повстання і нормандських паломників, які поверталися зі Святої Землі відбулася прямо в Санктуарії Монте-Сант-Анджело на Гаргано. Мелус запропонував нормандцям долучитись до його боротьби з візантійською зверхністю. З цього моменту (1017 р.) нормандці, що повернулись до Капітанати зі значними силами, розпочавши з підтримки лангобардів дали початок нормандському завоюванню Південної Італії.

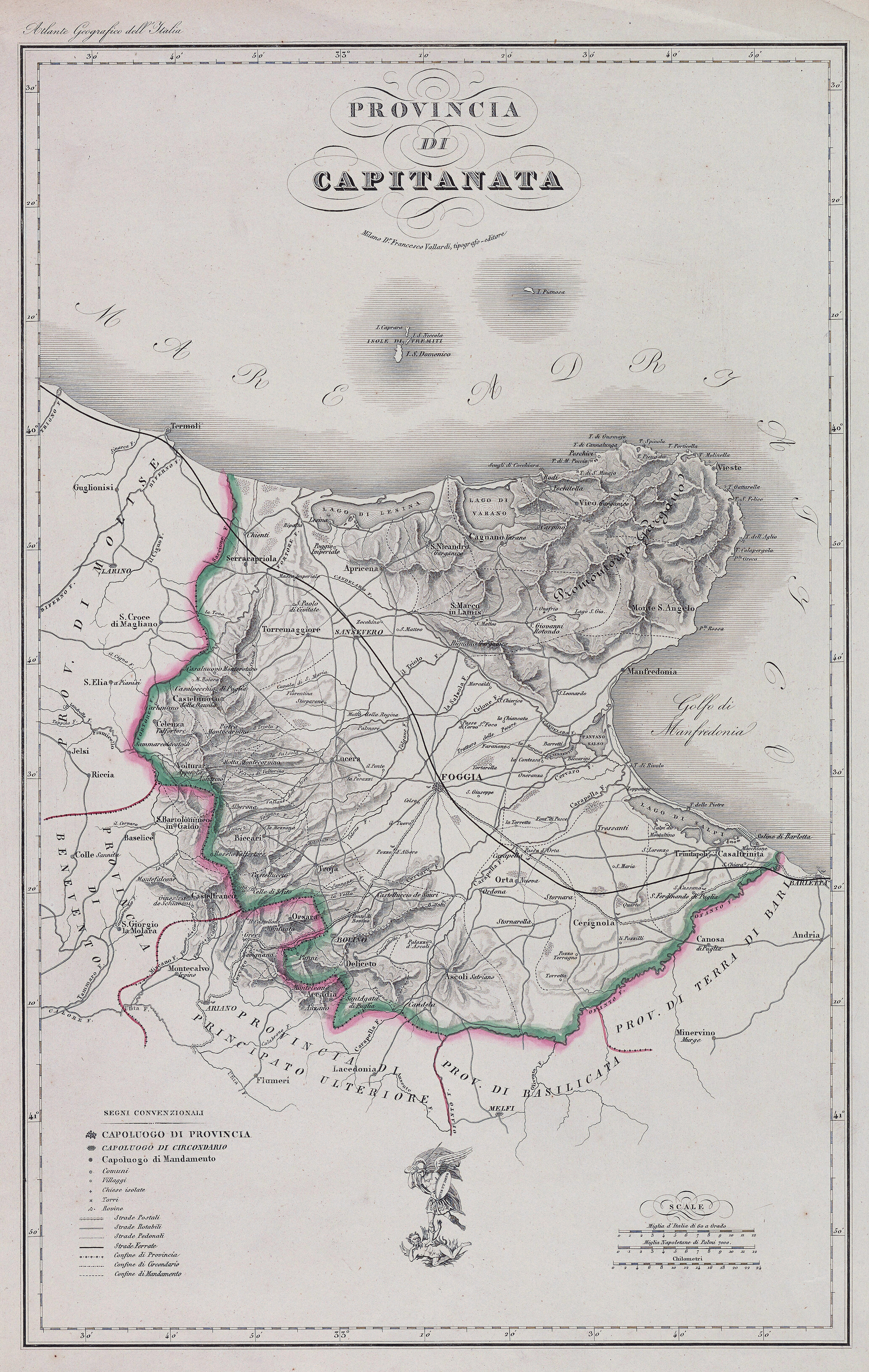
Провінція Капітаната (близько 1868)

Відносна стабільність їхнього панування створила умови для економічного та соціального відродження, якому також сприятиме досить гнучке нормандське ставлення до автономій та привілеїв, отриманих нині зростаючими міськими класами. Цей дух автономної політичної волі визначить на Гаргано наприкінці XI століття народження справжнього «Комітату» графом Енріко, частиною якого будуть кілька центрів Гаргано в ідеальній єдності політичних намірів та економічних і культурних обмінів. Виразом цього віку стануть романські собори, символ духовного та економічного відродження. Гаргано, із запалом життя, який проявлятиметься (особливо в прибережних центрах), братиме активну участь у культурному відродженні Апулії, яка побачить, прямо під норманами, великий розквіт церков, палаців і замків. Яскравими прикладами є церкви Санта-Марія та Сан-Леонардо-ді-Сипонто, собори В'єсте, абатство Санта-Марія-а-Маре-ді-Треміті, абатство Санта-Марія-ді-Калена в Пескічі, баптистерій Сан-Джованні-ін-Тумба, церква Санта-Марія-ді-Монте-Девіа в Сан-Нікандро-Гарганіко та церква Санта-Марія-Маджоре в Монте Сант'Анджело, абатство Святої Трійці Монте-Сакро (Маттіната); все це характеризується новою художньою мовою, автономною та інноваційною порівняно з візантійською, яка окреслить домінуючі характеристики романського стилю (наприклад, кафедра собору Сіпонто — 1039 — та Святилище Святого Михаїла — 1041).

### Сучасність
У цьому регіоні з 1978 року точиться ворожнеча між мафіозними кланами Società foggiana.

## Мови
За словами Пеллегріні Гаргано є домом для зони IIIb південних італо-романських говірок. Кожне місто, у свою чергу, має свій підрізновид. Річка Канделаро визначає межі мису, а також межі з областю IIb (що стосується різновидів Фоджано).

## Скам'янілості півострова Гаргано

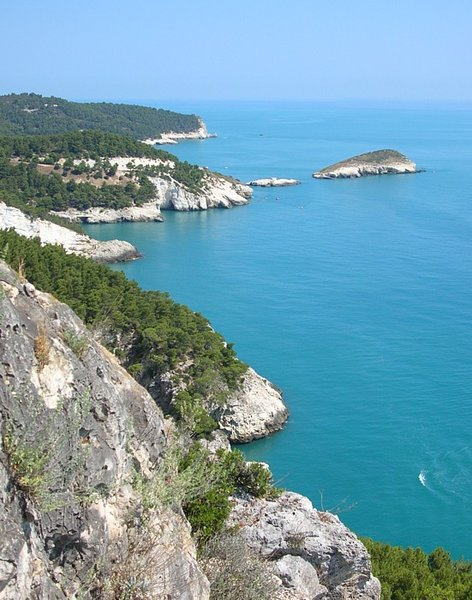
Світлі вапнякові скелі та острівці, характерні для узбережжя Гаргано

Скам'янілості знаходять в частково заповнених палеокарстових тріщинах на Монте-Гаргано. Фауна острова Гаргано відома як фауна Mikrotia на честь ендемічного роду гризунів цього району. Спочатку називався Microtia, але в подальшому назву змінили, оскільки вона вже використовувалася для роду метеликів.
Поверхневі шари стародавнього карсту розвинулися в мезозойські вапняки. У них осад накопичувався разом із залишками місцевої фауни, утворюючи товсті шари червонуватих, масивних або грубо розшарованих мулисто — піщаних глин, відомих як terrae rossae («червоні ґрунти»). У середині пліоцену деякі з цих відкладень були затоплені, ймовірно, через тектонічний рух Адріатичної плити. Інші були перекриті іншими відкладеннями наземного або прісноводного походження. Таким чином виник похований, частково перероблений палеокарст.
Пізніше, коли почався цикл льодовикових періодів, рівень моря знизився, і колишній острів зєднався з континентом. У прохолодних і напівпосушливих умовах раннього плейстоцену (приблизно 1,8–0,8 млн років тому) стався другий карстовий цикл, утворивши неокарст, який усунув частину палеокарстового заповнення.

### Викопний тваринний світ
Ендемічні ссавці острова Гаргано включали:
- Deinogalerix — 5 видів гімнурів («волохатих їжаків»), серед них гігантський D. koenigswaldi з черепом бл.20. см довжини. (Freudenthal, 1972; Батлер, 1980)
- Гоплітомерікс — близько 5 видів «зубастого оленя» з п'ятьма рогами і шаблеподібними верхніми іклами. Вони коливалися від невеличких видів до розмірів благородного оленя, і великі й маленькі, очевидно, виникли одночасно, а не розвивалися одне з іншого. (Leinders 1984, van der Geer 2005, van der Geer 2008)
- Mikrotia — 3 і більше видів мишоподібних гризунів. Найбільший вид, M. magna, мав череп 10 см завдовжки. (Freudenthal, 1976, Parra та ін., 1999)
- Paralutra garganensis — ендемічний вид видри. (Віллемсен, 1983)
- Prolagus imperialis і P. apricenicus — величезний ендемічний вид щуки — P. imperialis був більшим за будь-який інший відомий Prolagus. (Mazza, 1987)
- Stertomys — 5 видів соні, серед яких гігантська S. laticrestatus (Daams і Freudenthal, 1985) і чотири менших види (Freudenthal і Martín-Suárez, 2006)
- Hattomy — 3 види гігантських хом'яків, серед них гігантський H. gargantua. (Freudenthal, 1985)

Серед неендемічних ссавців на острові зустрічались:
- Apodemus gorafensis — польова миша
- Доісторичний вид хом'яка Cricetus (Freudenthal, 1985)
- Megacricetodon — інший хом'як (Freudenthal, 1985)

Види птахів, що зустрічаються в Гаргано, (досліджено Ballmann, 1973, 1976) включають:
- Apus wetmorei, стриж.
- Columba omnisanctorum — одна з найдавніших відомих скам'янілостей голуба. Ймовірно, він був більш поширеним, і якщо так, то його, швидше за все, стосуватиметься старіша назва C. pisana.
- Garganoaetus freudenthali та Garganoaetus murivorus — два[6][7] види соколоподібних, перший більший за беркута, другий — звичайного розміру; ендеміки. Менший вид, який, ймовірно, є стратиграфічно найдавнішим, тісно пов'язаний з Aquila delphinensis з Ла-Грів-Сен-Альбан, Франція, згідно з Пітером Баллманом у 1973 році. Його найближчими живими родичами є малі орли (Hieraaetus, Spizaetus, Lophaetus).
- Garganornis ballmanni, вимерлий нелітаючий гігантський гусеподібний водоплавний птах[8]
- «Strix» perpasta — справжня сова, можливо така ж, як широко поширений Bubo zeylonensis lamarmorae, палеопідвид бурої сови (Mlíkovský 2002), але цей таксон зазвичай був відомий з пізніших часів.
- Тито — 2 або 3 види сипух. Найбільший, T. gigantea, був майже вдвічі масивнішим за нинішнього пугача Bubo bubo. T. robusta також був великим; цей і попередній види були ендемічними, але насправді, здається, були хронопідвидами. Передбачувані останки меншого T. sanctialbani, знайденого в Гаргано, тепер поміщені в широко поширену Tyto balearica.
- індетермінантний дятел.

## Туризм

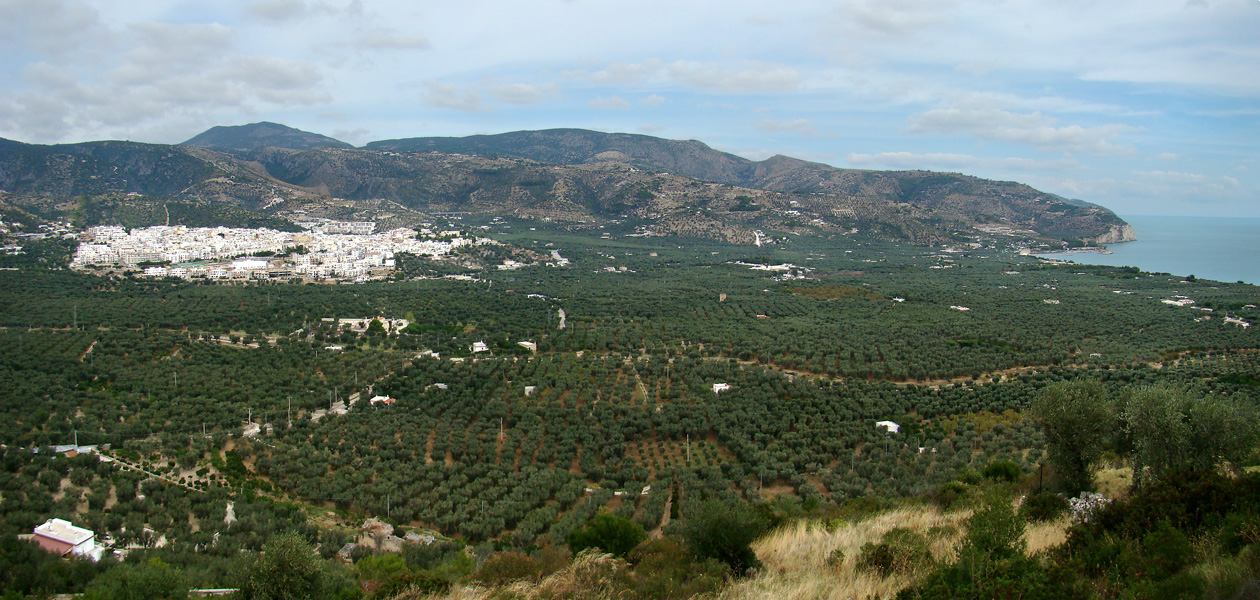
Узбережжя навколо Маттінати

Узбережжя Гаргано містить численні пляжі та туристичні об'єкти, включаючи такі курорти, як В'єсте, Пескічі та Маттіната. Два великих солоних озера Лесіна і Варано розташовані в північній частині півострова. У Гаргано знаходиться святилище Монте-Сант-Анджело-суль-Гаргано — найстаріше в Західній Європі, місце паломництва, присвячене архангелу Михаїлу.

Інші туристичні визначні пам'ятки включають Сан-Джованні-Ротондо, абатство Санта-Марія-Ріпальта (Лезіна) і вулканічні скелі, що відносяться до тріасового періоду, відомі як «Чорні камені» в Лесіні, а також святилище Сан-Назаріо.

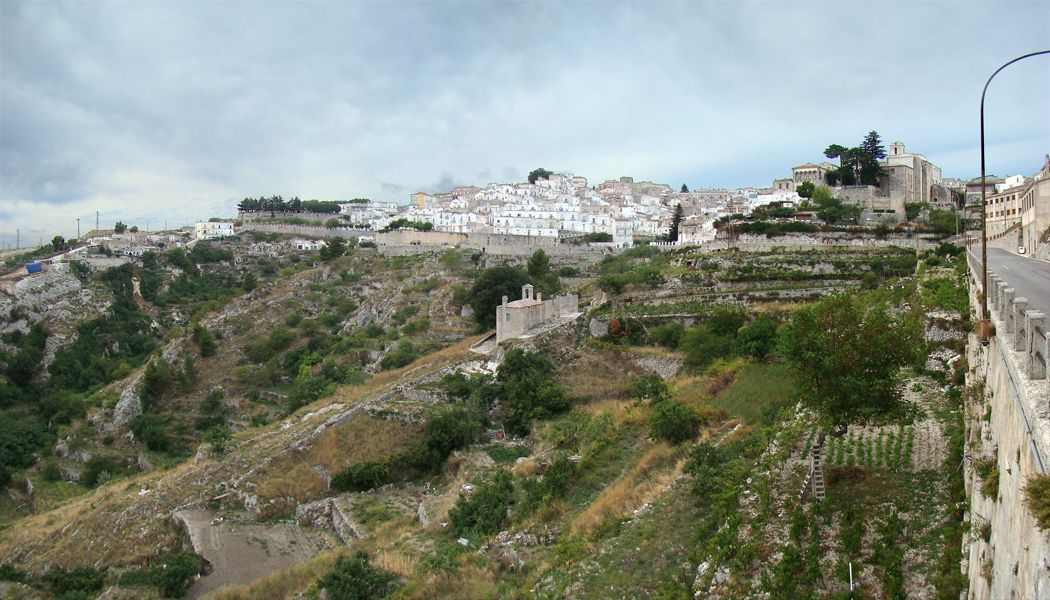
Монте-Сант-Анджело на схилах Гаргано

### Щорічні події
- Св. Пріміано та святі вітрильні перегони 15 травня
- Св. Назарія та паломництво до однойменного санктуарію 28 липня
- День святого Рокко 15, 16 і 17 серпня в Ріньяно Гарганіко
- Процесія Fracchie у Страсну п'ятницю в Сан-Марко-ін-Ламіс
- День Святого Валентина у Віко-дель-Гаргано
- Паломництво (cumpagnie) до святині Сан-Мікеле Арканджело в Монте-Сант-Анджело 8 травня та 29 вересня
- Тиждень бігу Gargano проводиться в жовтні, вперше в 2014 році, і включає біг по трасі, скайранінг, біг підтюпцем, біг на ультрадистанцію та швидкісний біг. 10K та півмарафон контролюються FIDAL.[9]